# Ponte Petah-Tikva
Il Ponte Petah-Tikva è un ponte pedonale che si trova a Petah Tiqwa, in Israele. È stato progettato da Santiago Calatrava e costruito tra il 1998 e il 2006.